# Ludwig Schwöbel
Hermann Ludwig Schwöbel (* 11. Juni 1950 in Oberzent, Stadtteil Beerfelden im Odenwald) ist ein deutscher Architekt, ansässig in Mannheim.

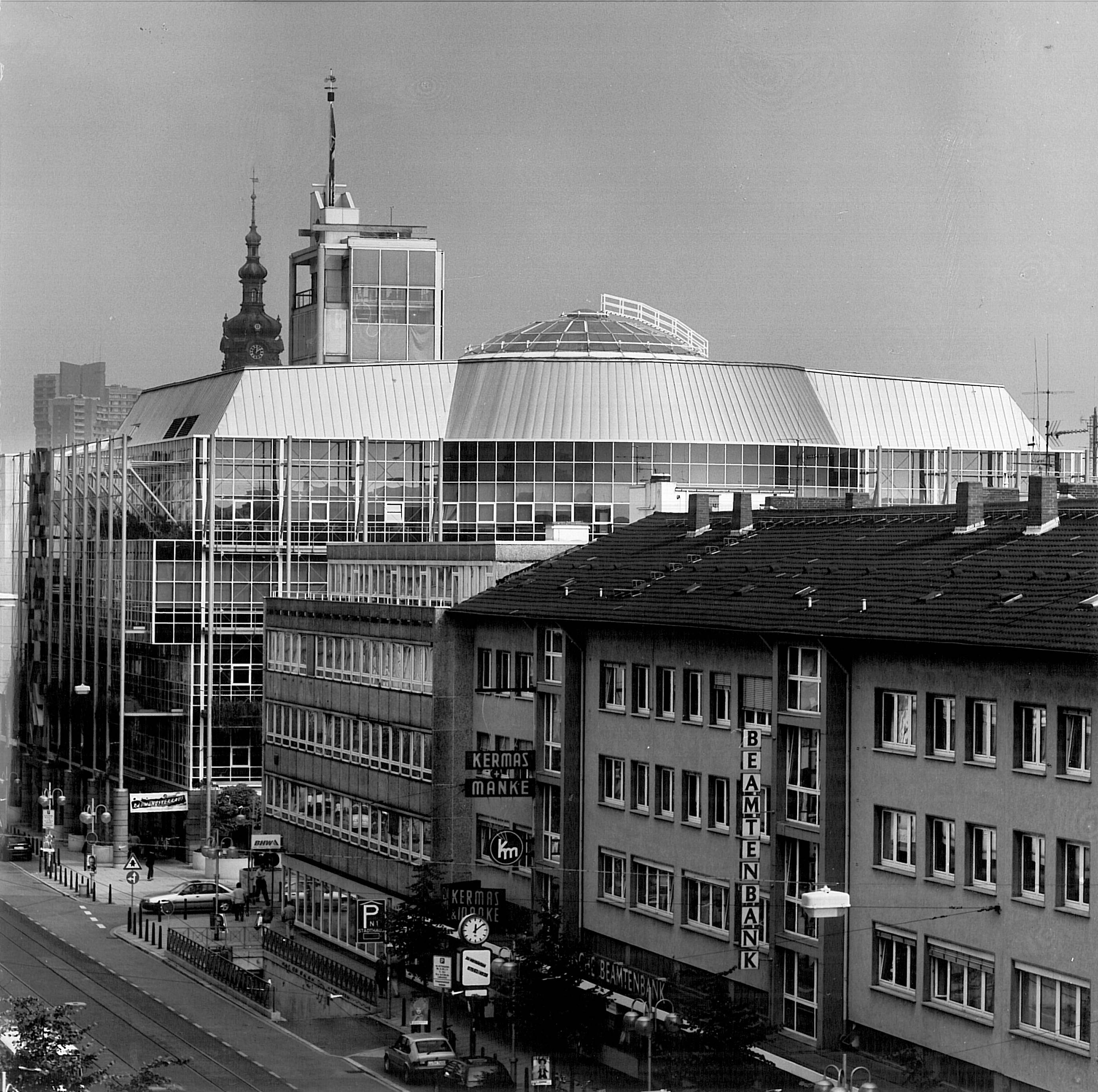

## Werdegang
Ludwig Schwöbel wuchs in engem Kontakt mit der Bau- und Möbelschreinerei seiner Eltern auf und sammelte daher schon früh baupraktische Erfahrungen. 1969 machte der technisch interessierte Schwöbel das mathematisch-naturwissenschaftliche Abitur am Gymnasium Michelstadt. Von 1969 bis 1970 leistete er den Wehrdienst bei der Luftwaffe als Radarflugmelder. Von 1970 bis 1977 folgte ein Architekturstudium an der Technischen Hochschule Darmstadt, das er mit dem akademischen Grad Dipl.-Ing. abschloss. 1977–1978 war er dort Wissenschaftlicher Mitarbeiter bei Günter Behnisch im Fachbereich Entwerfen, Baugestaltung und Industriebau. Ab 1978 war Schwöbel angestellter Architekt bei Carlfried Mutschler und dessen Partner Joachim Langner. 1987 erfolgte die Aufnahme als Juniorpartner des Büros. Seit 1993 wurde das Architekturbüro von Christine Mäurer und Ludwig Schwöbel übernommen. Seit 2006 firmiert das Büro als Schwöbel + Partner.
Die Architektursprache und die konstruktive Orientierung wurden durch das Umfeld von Günter Behnisch geprägt. Der wiederum war von Mutschlers frei geformten Bauten und Entwürfen, insbesondere der Friedrich-Ebert-Schule in Mannheim beeinflusst. Der Wechsel von der Lehre bei Behnisch zur Baupraxis bei Mutschler war dadurch ideal. Die Lösung vom rechten Winkel und freie Bauformen tauchen schon in Studienentwürfen und später in der Berufspraxis bei fast allen Projekten und Entwürfen wieder auf. Durch den handwerklichen und naturwissenschaftlichen Hintergrund sind die Bauten und Entwürfe durchweg statisch, konstruktiv und gebäudetechnisch eigenständig. Künstlerisch skulpturale Formen, auch in Innenräumen, und die Integration von Kunst in Bauwerken werden oft angestrebt. Der Anspruch Architektur als ganzheitliches Gesamtkunstwerk entstehen zu lassen ist beim Neubau für das Museum Weltkulturen in Mannheim in idealer Weise verwirklicht. Hier wurden die Fassaden mit dem Maler Erwin Bechtold zum Kunstwerk weiterentwickelt. Die Projekte wurden gemeinsam mit den jeweiligen Partnern entworfen und realisiert.
Schwöbel lebt und arbeitet seit 1978 in Mannheim. Schwöbel ist Nachfolger und Urheberrechtsinhaber des 1999 verstorbenen Architekten Carlfried Mutschler.

## Hochbauprojekte (Auswahl)
- Reissmuseum in Mannheim[1][2]
- Wilhelm Busch Schule in Mannheim[1]
- IFB in Mannheim Internationales Institut für Berufsbildung[3][2]
- Wohn-, Geschäfts und Hotelgebäude N6 in Mannheim[1][4][5]
- Polizeidirektion in Heidelberg[6]
- Stadthaus N1 in Mannheim[1][7]
- Eigenes Wohnhaus in Mannheim[8][5]
- Kinderhaus Elfenstraße Mannheim[1]
- Zentrum für Europäische Wirtschaftsforschung ZEW in Mannheim[1][2]
- Verfügungsgebäude für die Volkswirtschaftliche Fakultät der Universität Mannheim[9][10][2]
- Geschäftshaus an den Planken O 4, 7 Mannheim[1][4]
- Parkhaus für die SAP-Arena in Mannheim[7]
- Busbahnhof am Mannheimer Hauptbahnhof mit Prof. Peter Serini[7]
- Generalsanierung und Erweiterung des denkmalgeschützten Karl Friedrich Gymnasiums Mannheim mit Lindemann Architekten
- Gemeindesporthalle, Brühl-Baden
- Generalsanierung und Umbau der denkmalgeschützten Friedrich Ebert Schule mit Kinderhaus in Mannheim[1][2]

## Denkmalschutz
- Stadthaus Mannheim N 1 (2023)
- Oswald von Nell Bräuning Platz Mannheim N 1 (2023)
- Dalbergplatz Mannheim N 1 (2023)
- Paradeplatz Mannheim O 1 (2023)

## Städtebauliche Projekte (Auswahl)
- Stadtzentrum Mannheim mit Stadthaus,[1] Podiumsterrasse[7][1] Oswald-von-Nell-Breuning-Platz, Dalbergplatz, Paradeplatz[5][1]
- Reissmuseum D 5 mit Platzgestaltungen[11], Toulonplatz[1]
- Mannheim L 7; Verfügungsgebäude der Universität Mannheim und Zentrum für Europäische Wirtschaftsforschung[12][2]
- Hochhauskonzept um den Willy Brandt Platz (Bahnhofsvorplatz in Mannheim) mit Schlossgartenstraße
- Rheintor in Mannheim (als Pendant zum) Wasserturm; Stadtentwicklungsvorschlag[13][14][15][16]
- Neckarturm am Alten Neckarstadtbahnhof in Mannheim als Pendant zum Schloss (Wettbewerbsentwurf)
- Wohn- und Geschäftsviertel in Bab al Sheikh Zone 2/2 in der Altstadt von Bagdad/Irak (1981)

## Sachverständigentätigkeit
- Seit 1993 Sachverständiger für Schäden an Gebäuden.
- 1999–2000 Sachverständigen-Ausbildung bei der Architektenkammer BW
- Seit 2012 Sachverständiger der Architektenkammer BW für Schäden an Gebäuden

## Auszeichnungen

### Hugo-Häring-Auszeichnung
- Hugo-Häring-Preis des BDA Baden-Württemberg, für das Gebäude des internationalen  Instituts für Berufsbildung[3] in Mannheim
- Hugo-Häring-Preis des BDA Mannheim für die Sanierung des Gebäudekomplexes der Friedrich-Ebert-Schule als Ganztagsschule, Mannheim-Waldhof (2023)

### Auszeichnungen guter Bauten des BDA
- Wilhelm Busch Schule in Mannheim[17]
- Institut für Berufsbildung IFB in Mannheim[3]
- Polizeidirektion in Heidelberg[6]
- Wohn-, Geschäfts- und Hotelgebäude N6 Mannheim
- Eigenes Wohnhaus in Mannheim
- Stadthaus N1 in Mannheim
- Zentrum für Europäische Wirtschaftsforschung in Mannheim[18]

### Vorbildliches Bauen der AKBW
- Zentrum für Europäische Wirtschaftsforschung in Mannheim[18]

### Holzbaupreis
- Wilhelm Busch Schule Mannheim

### Preis des Deutschen Klempnerhandwerks
- Stadthaus N1
- Institut für Berufsbildung IFB

### Umweltpreis der Stadt Mannheim
- 1. Preis 1988 Radwegenetz für Mannheim
- 3 Preise bei Fotowettbewerben

## Erfolge bei Wettbewerben (Auswahl)
- 1. Preis Reissmuseum
- 1. Preis Wilhelm Busch Schule
- 1. Preis Sporthallenbad Herzogenried
- 1. Preis Bab als Sheikh Bagdad
- 1. Preis Stadthaus N1

## Schriften, Ausstellungen und Vorträge (Auswahl)
- Bauen mit Beton Herausgeber Prof. Günter Behnisch
- Werkbericht 2 - Carlfried Mutschler und Partner ISBN 3-7828-1610-2.
- Bab al Sheikh Zone 2/2 Bagdad, Deutscher Beitrag zur Architektur Biennale in Venedig 1988
- Baustoffe aus Urknallzwirn (Elementarteilchenphysik geometrisch anschaulich erklärt)
- Architekturfotografien von Prof. Robert Häusser mit Johannes Striffler
- Kunst am Bau – Baukunst mit Alexander Bartscher
- Bauschäden durch Formänderungen
- Multihalle -Weltkulturerbe oder Brennholz–[1]
- Drehsinniges (Vom Spin zur Händigkeit)
- Kunst am Bau / Baukunst mit Prof. Alexander Bartscher

## Veröffentlichungen und Belege
- ARCHITEKTTURA NEI PAESI ISLAMICI. Seconda mostra internazionale die architettura la biennale. ISBN 88-208-0302-X, S. 163–164.
- Mannheim und seine Bauten. Band 2, ISBN 3-923003-83-8, S. 62.
- Mannheim und seine Bauten. Band 3, ISBN 3-923003-85-4, S. 34, 45, 56, 61, 131.
- Mannheim und seine Bauten. Band 5, ISBN 3-923003-89-7, S. 31, 101, 122, 147.
- Mannheim und seine Bauten Ergänzungsband. ISBN 978-3-923003-97-6, S. 13.
- Carlfried Mutschler und Partner. Band 2, ISBN 3-7828-1610-2.
- Architektur in Baden-Württemberg BDA Auszeichnungen 1999/2000. Herausgeber BDA BAWÜ, S. 84.
- Schloss / Humboldtforum - Realisierungswettbewerb 2008 -Herausgegeben vom Bundesministerium für Verkehr, Bau und Stadtentwicklung S. 255.
- Bauen mit Beton Herausgegeben vom Fachbereich Entwerfen, Baugestaltung und Industriebaukunde. Prof. Dipl. Ing. Günther Behnisch Technische Hochschule Darmstadt
- Architekturführer Mannheim. ISBN 3-496-01201-3.